# Bádenas
Bádenas ist ein Ort und eine Gemeinde (municipio) mit nur noch 24 Einwohnern (Stand: 2024) im äußersten Norden der Provinz Teruel in der autonomen Region Aragonien im östlichen Zentrum von Spanien. Die Gemeinde gehört zur bevölkerungsarmen Serranía Celtibérica.

## Lage und Klima
Bádenas liegt in den Bergen der Sierra de Cucalón in ca. 1000 m Höhe und ist ca. 70 km (Fahrtstrecke) in nördlicher Richtung von der Provinzhauptstadt Teruel entfernt. 
Das Klima ist trotz der Höhenlage gemäßigt bis warm; Regen (508 mm/Jahr) fällt übers Jahr verteilt.

## Bevölkerungsentwicklung
| Jahr      | 1970 | 1981 | 1991 | 2001 | 2011 | 2021 |
| Einwohner | 83   | 38   | 29   | 25   | 21   | 18   |

## Sehenswürdigkeiten
- Ruine der alten Jakobuskirche

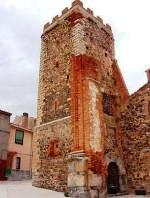
Jakobuskirche
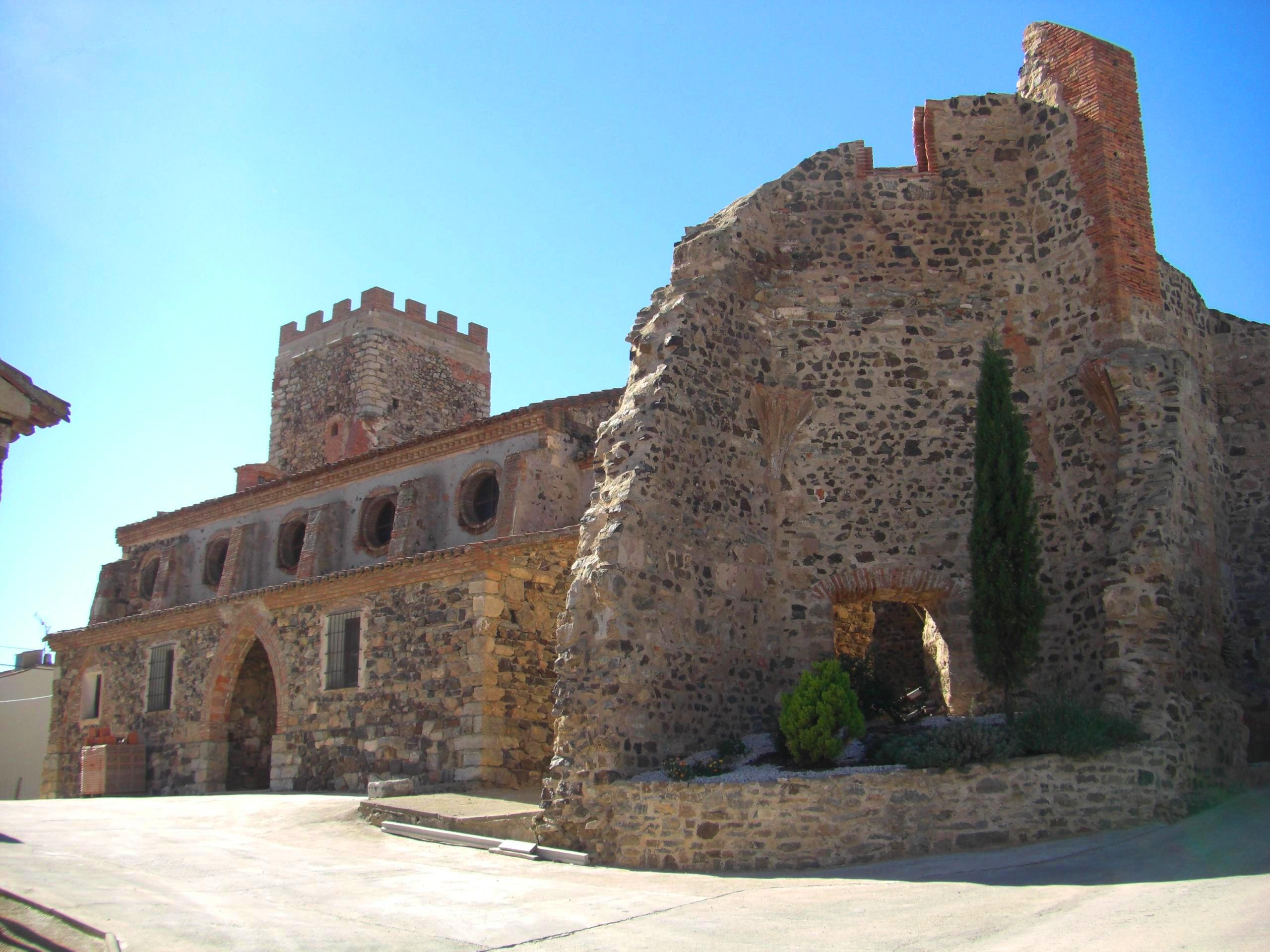
Ruine der alten Jakobuskirche
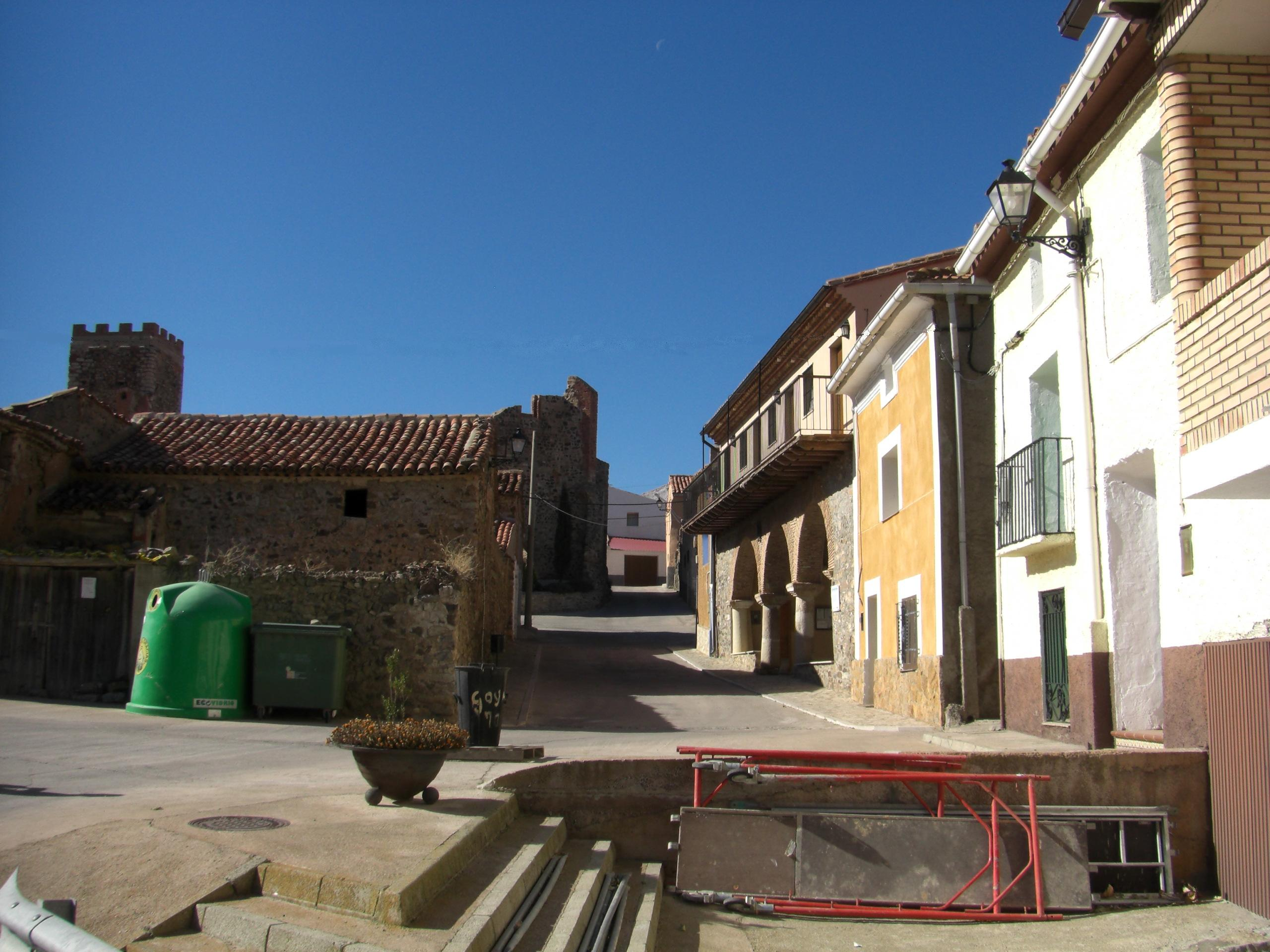
Rathaus

- Jakobuskirche
- Ruine der alten Jakobuskirche
- Rathaus

## Persönlichkeiten
- Melchor Serrano de San Nicolás (1738–1800), Bischof von Arcén